# Cyclops dulvertonensis
Cyclops dulvertonensis – gatunek widłonoga z rodziny Cyclopidae. Opisał go w 1909 roku angielski zoolog Geoffrey Watkins Smith (1881–1916). Miejsce typowe to Lake Dulverton na Tasmanii.